# 매디 힐
매디 힐(Maddy Hill, 1990년 3월 19일 ~ )은 잉글랜드의 배우이다.